# Акил, Худа
Худа Акил (Huda Akil; род. 19 мая 1945, Дамаск) — американский нейробиолог сирийского происхождения, специалист в области нейробиологии эмоций, один из наиболее высокоцитируемых ученых в мире в области нейронаук.
Доктор философии, заслуженный Университетский профессор Мичиганского университета, содиректор и исследовательский профессор Molecular and Behavioral Neuroscience Institute. Член Национальных Академии наук (2011) и Медицинской академии (1994) США. Высокоцитируемый учёный согласно ISI.
Окончила Американский университет Бейрута.
Степень доктора философии получила в Калифорнийском университете. Являлась постдоком в Стэнфорде. Фелло Американской ассоциации содействия развитию науки (2000). Член Американской академии искусств и наук (2004). В 2004 году президент Общества нейронаук. Подготовила многих учеников. Член совета НАН США.
Ассоциированный редактор PNAS.
Автор более полутысячи научных работ.

## Награды и отличия
- Pacesetter Award, National Institute on Drug Abuse[англ.] (1993)
- Pasarow Award[англ.] (1993, совм. с Stanley Watson[англ.])
- Sachar Award Колумбийского университета (1998)
- Bristol Myers Squibb Unrestricted Research Funds Award (1998)
- Society for Neuroscience Mika Salpeter Lifetime Achievement Award (2007)[9]
- Patricia Goldman-Rakic Prize for Cognitive Neuroscience (2007)[10]
- Rhoda and Bernard Sarnat International Prize in Mental Health[англ.] (2012)
- AAMC[англ.] Award for Distinguished Research in the Biomedical Sciences (2013)
- Gerald L. Klerman Award (2014)
- Kuwait Prize in Biomedical Research (2015)
- Премия Грубера (2023)

Также удостоена почётных докторских степеней (Канада, Ливан).